# Леал, Жулио Сезар
Жулио Сезар Леал Жуниор (порт. Júlio César Leal Junior; 13 апреля 1951 года, Итажуба, штат Минас-Жерайс, Бразилия) — бразильский футбольный тренер.

## Биография
Начинал свою карьеру наставника с детскими командами. Леал успешно работал с юниорами «Фламенго» и «Васко да Гама». С 1991 по 1995 год возглавлял молодежную сборную Бразилии. В 1993 году он привел ее к победе на Чемпионате мира среди молодежных команд в Австралии. В разные годы наставник возглавлял сборные ОАЭ и Танзании.
На клубном уровне трудился со многими бразильскими командами, а также в Кувейте и в Японии.
Завершал свою тренерскую карьеру бразилец в ЮАР, где он руководил рядом клубов. Вместе с «Морока Свэллоуз» Леал побеждал в Кубке страны. Будучи тренером «Орландо Пайретс» специалист заработал длительную дисквалификацию. 4 апреля 2012 года он покинул свой пост спустя три недели после ее начала. По итогам сезона команда стала чемпионом ЮАР. Последним местом работы наставника стал «Полокване Сити». По итогам сезона 2015/16 он сохранил с ним прописку в южноафриканской Премьер-Лиге.

## Достижения

### Международные
- Чемпион мира среди молодежных команд (1): 1993.
- Серебряный призер чемпионата мира среди молодежных команд (1): 1995.
- Чемпион Южной Америки среди молодежных команд (2): 1992, 1995.
- Чемпион Южной Америки среди игроков до 17 лет (1): 1991.

### Национальные
- Чемпион ЮАР (1): 2011/12.
- Обладатель Кубка ЮАР (1): 2008/09.
- Чемпион штата Пернамбуку (1): 1999.
- Чемпион штата Параэнсе (1): 2003.